# Liste der Serie-A-Verteidiger des Jahres (Italien)
Der Titel Italiens Verteidiger des Jahres war ein zwischen 2000 und 2010 jährlich von der Associazione Italiana Calciatori vergebener Preis für den besten Verteidiger der Serie A und war Teil der sogenannten Oscar del Calcio. Die Auszeichnung bezieht sich immer auf die Spielzeit der Serie A, welche im Kalenderjahr der Auszeichnung beendet wurde.
Seit der Saison 2018/19 ehrt die Liga Serie A direkt in den Serie-A-Liga-Awards einen Verteidiger der Saison.

## Liste der Gewinner
| Jahr | Oscar del Calcio      | Oscar del Calcio | Oscar del Calcio   | Oscar del Calcio |
| Jahr | Spieler               | Nation           | Verein             | [ 1 ]            |
| ---- | --------------------- | ---------------- | ------------------ | ---------------- |
| 2000 | Alessandro Nesta      | Italien          | Lazio Rom          | [ 1 ]            |
| 2001 | Alessandro Nesta (2)  | Italien          | Lazio Rom (2)      | [ 1 ]            |
| 2002 | Alessandro Nesta (3)  | Italien          | Lazio Rom (3)      | [ 1 ]            |
| 2003 | Alessandro Nesta (4)  | Italien          | AC Mailand         | [ 1 ]            |
| 2004 | Paolo Maldini         | Italien          | AC Mailand (2)     | [ 1 ]            |
| 2005 | Fabio Cannavaro       | Italien          | Juventus Turin     | [ 1 ]            |
| 2006 | Fabio Cannavaro (2)   | Italien          | Juventus Turin (2) | [ 1 ]            |
| 2007 | Marco Materazzi       | Italien          | Inter Mailand      | [ 1 ]            |
| 2008 | Giorgio Chiellini     | Italien          | Juventus Turin (3) | [ 1 ]            |
| 2009 | Giorgio Chiellini (2) | Italien          | Juventus Turin (4) | [ 1 ]            |
| 2010 | Giorgio Chiellini (3) | Italien          | Juventus Turin (5) | [ 1 ]            |
| 2010 | Walter Samuel         | Argentinien      | Inter Mailand (2)  | [ 1 ]            |